# کلرفن‌وینفوس
کلرفن‌وینفوس (به انگلیسی: Chlorfenvinphos) یک ترکیب شیمیایی با شناسه پاب‌کم ۵۳۷۷۷۸۴ است. 